# Duach Dallta Dedad
Duach o Daui Dallta Dedad (figlio adottivo di Deda) (fl. II secolo a.C.) figlio di Cairbre Lusc, figlio di Lugaid Luaigne, fu un leggendario re supremo dell'Irlanda del II secolo a.C.
Prese il potere dopo aver ucciso il predecessore Congal Clairinech. Regnò per dieci anni, fino alla morte avvenuta per mano di Fachtna Fáthach.

## Fonti
- Seathrún Céitinn, Foras Feasa ar Éirinn 1.30-31
- Annali dei Quattro Maestri M5031-5041